# Pallone da rugby
Un pallone da rugby è una palla a forma di ellisse. Utilizzata sia nel rugby a 13 che in quello a 15, le sue dimensioni e il suo peso sono normate rispettivamente da Rugby League International Federation e da World Rugby.
Nei suoi elementi base, il pallone per entrambe le varianti del gioco del rugby presenta una manifattura consistente in 4 pannelli longitudinali di cuoio o altro materiale idoneo alla fabbricazione, una lunghezza di circa 30 cm sull'asse maggiore e un peso di circa 400 g.
Rispetto a palloni di foggia simile, quali ad esempio quelli da football americano o canadese, quello da rugby presenta una forma più arrotondata dei suoi estremi.

## Caratteristiche

Misure ufficiali di un pallone n° 5

La Regola 2 del rugby a 15 stabilisce che il pallone debba essere un ovale, con una circonferenza sull'asse maggiore compresa tra 740 e 770 millimetri, una circonferenza sull'asse minore compresa tra 580 e 620 millimetri, una lunghezza compresa tra 280 e 300 millimetri ed un peso compreso tra 410-460 grammi (14-16 once), la pressione dell’aria è 65,71-68,75 kilopascal, 0,67-0,70 chilogrammi per centimetro quadrato o 9,5-10,0 libbre per pollice quadrato, e fatto di cuoio o di un materiale sintetico idoneo. Può essere sottoposto a trattamenti per renderlo resistente all'acqua e più facile da afferrare. Il formato standard per un pallone da rugby è la  misura "5" e rispetta i parametri sopracitati. I pallone di misure inferiori sono utilizzati nelle categorie giovanili e nulla vieta di utilizzarli per gli allenamenti. Durante le partite sono previsti palloni di riserva.

## Storia

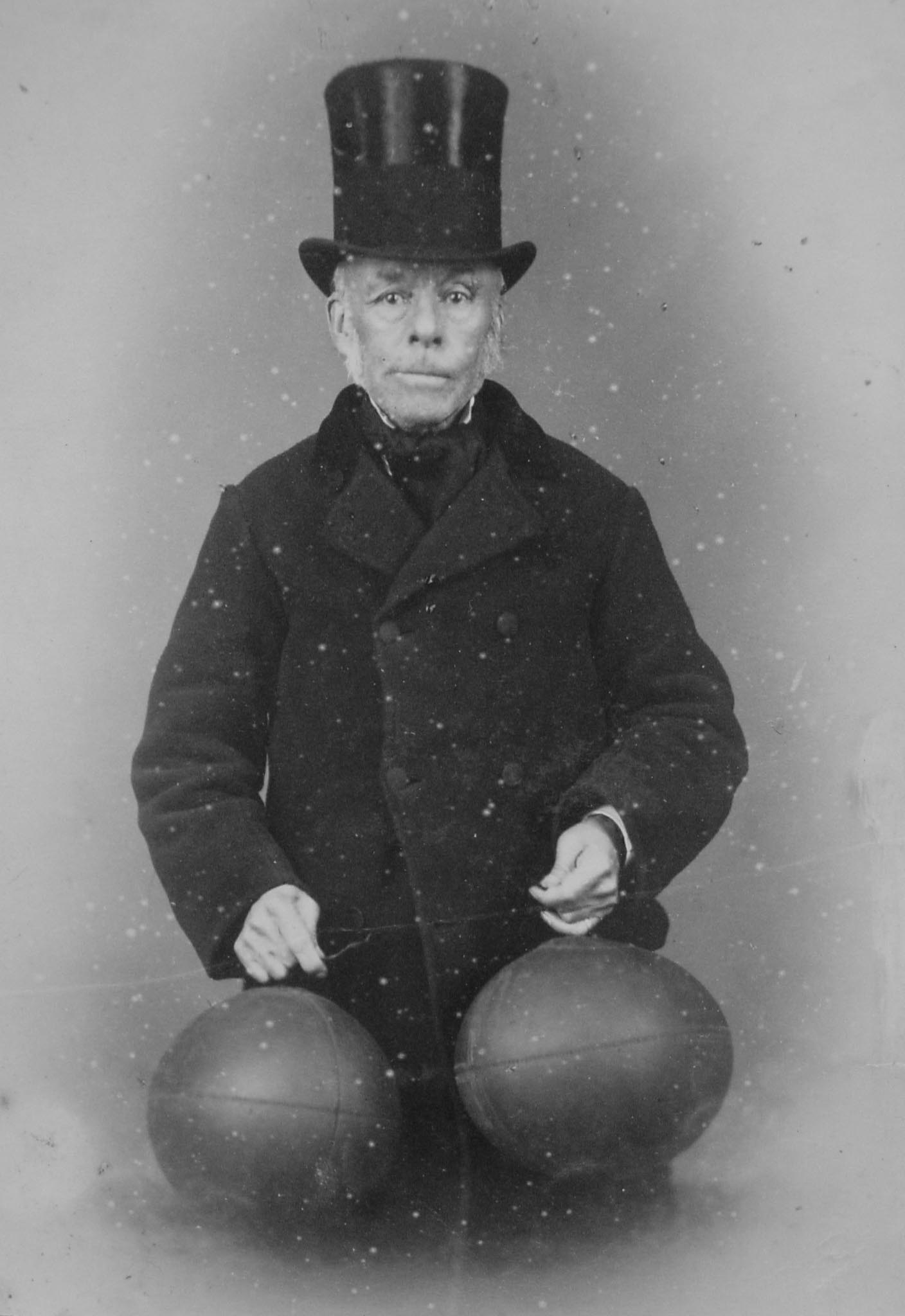
Richard Lindon con i suoi palloni

William Gilbert e Richard Lindon, che possedevano aziende produttrici di stivali e scarpe, iniziarono a produrre palloni per la vicina Rugby school nel 1823. I palloni avevano una camera d'aria fatta di vescica di maiale ricoperta con pannelli di cuoio cuciti a mano. Nel 1870, Richard Lindon introdusse le camere d'aria in gomma e, a causa della flessibilità della gomma, la forma cambiò gradualmente da una sfera a un uovo. La forma distintiva del pallone da rugby è presumibilmente dovuta alla vescica del maiale, sebbene le prime palle fossero più a forma di prugna che ovali. I palloni variavano di dimensioni a seconda della grandezza della vescica del maiale.
Intorno al 1862 Richard Lindon era alla disperata ricerca di un sostituto della vescica del maiale e usava invece una vescica di gomma indiana ma questa era troppo dura per essere gonfiata per via orale e quindi, ispirandosi alle siringhe ad aria, creò una versione in ottone più grande per gonfiare i suoi palloni.
Le dimensioni e la forma della palla non furono iscritte nelle regole fino al 1892, quando fu determinata come segue:
- Lunghezza da 11 a 11 1/4 pollici
- Circonferenza asse maggiore da 30 a 31 pollici
- Circonferenza asse minore da 25 1/2 a 26 pollici
- Peso: 12-13 once
- Cucito a mano con non meno di 8 punti per pollice

Nel 1892 la RFU approvò l'ovalità come forma obbligatoria. Il graduale appiattimento della palla è continuato negli anni spinto da esigenze di migliore praticità del gioco e impermeabilità all'acqua. Inoltre la palla che esteticamente aveva un caratteristico colore marrone, era liscia e il peso male distribuito impedendo precisione nei calci e nei passaggi.
L'introduzione dei palloni sintetici, in entrambi i codici di rugby, era originariamente regolata dalle condizioni meteorologiche. Se il terreno di gioco era bagnato, veniva utilizzata la palla sintetica, poiché non assorbiva acqua e non si appesantiva. Alla fine, le palle di cuoio furono gradualmente eliminate, il poliestere venne utilizzato come materiale di supporto per mantenere la forma ovale della palla, insieme a materiale aggiuntivo per impugnature per migliorare le prestazioni. La palla è cucita con filo di poliestere e rivestita con cera per renderla più resistente all'acqua. Il tradizionale colore marrone della pelle è stato sostituito dalle più disparate colorazioni permesse dal materiale sintetico, i caratteristici lacci sono divenuti obsoleti a causa delle nuove cuciture con materiali più moderni.

## Palloni usati nella Coppa del Mondo
A parte le edizioni la 1987 e 1991 nelle quali i palloni sono stati forniti dall'azienda inglese Mitre e dalla tedesca Adidas, dall'edizione 1995 il fornitore ufficiale dei palloni della Coppa del Mondo di rugby è sempre stato il marchio inglese Gilbert.
Qui di seguito viene riportata una tabella riepilogativa dei palloni ufficiali della Coppa del Mondo dal 1987 ad oggi.
| Edizione | Pallone ufficiale   | Produttore | Immagine | Descrizione |
| -------- | ------------------- | ---------- | -------- | --- |
| 1987     | Mitre Multiplex     | Mitre      |          | Di materiale sintetico, ha eliminato le variazioni di peso dovuto all'assorbimento d'acqua dei vecchi materiali. |
| 1991     | Adidas Webb Ellis   | Adidas     |          | Il primo pallone a presentare tasselli (o pori) per migliorare la presa e velocizzando così il gioco alla mano.  |
| 1995     | Gilbert Barbarian   | Gilbert    |          | |
| 1999     | Gilbert Xact        | Gilbert    |          | |
| 2003     | Gilbert Memorabilia | Gilbert    |          | |
| 2007     | Gilbert Synergie    | Gilbert    |          | Micrograni per un totale di 1000; maggiore aderenza e velocità.                                                  |
| 2011     | Gilbert Virtuo      | Gilbert    |          | |
| 2015     | Gilbert Match XV    | Gilbert    |          | Micrograni per un totale di 10'000; per maggiore velocita ed aderenza nel gioco.                                 |
| 2019     | Gilbert Sirius      | Gilbert    |          | |